# Casa Peribajo
La Casa de Peribajo está  situada en el concejo asturiano de Amieva.
Se trata de una casona con apariencia de casona rural, que tiene su origen en una antigua torre bajomedieval. Presenta muros macizos con escasos vanos de tipo saetera, las ventanas adinteladas están realizadas con sillares monolíticos. 
Entre los añadidos sucesivos destaca, el corredor de madera que cubre la entrada principal y a la que se accede desde el exterior de la vivienda.
- Datos: Q8341657